# 冬红短柱茶
冬红短柱茶（学名：Camellia hiemalis）是山茶科山茶属的植物。分布于日本，中国亦有栽培，属中国原产的植物（非从国外引种）。其种加词“Hiemalis”意为“冬天的”。